# Premjer-Liga 1977/78 (mannenbasketbal)
Premjer-Liga 1977/78 was de 44e editie van het beste Sovjet- basketbalkampioenschap voor heren gespeeld voor basketbalclubs uit Sovjet-Unie, in deze tijd heette de competitie nog Major Liga. De competitie werd gespeeld van 3 december 1977 tot 3 mei 1978. De eindoverwinning ging naar CSKA Moskou.

## Wedstrijdstatistieken

### Eerste fase
| pos | club                | wed | w  | v  | pnt |
| --- | ------------------- | --- | -- | -- | --- |
| 1   | CSKA Moskou         | 11  | 10 | 1  | 21  |
| 2   | Spartak Leningrad   | 11  | 8  | 3  | 19  |
| 3   | Dinamo Tbilisi      | 11  | 7  | 4  | 18  |
| 4   | VEF Riga            | 11  | 6  | 5  | 17  |
| 5   | Dinamo Moskou       | 11  | 6  | 5  | 17  |
| 6   | Kalev Tallinn       | 11  | 6  | 5  | 17  |
| 7   | Žalgiris Kaunas     | 11  | 6  | 5  | 17  |
| 8   | Stroitel Kiev       | 11  | 5  | 6  | 16  |
| 9   | RTI Minsk           | 11  | 4  | 7  | 15  |
| 10  | Statyba Vilnius     | 11  | 4  | 7  | 15  |
| 11  | SKA Riga            | 11  | 4  | 7  | 15  |
| 12  | Spartak Vladivostok | 11  | 0  | 11 | 11  |

### Kwalificatie Poule
| pos | club              | wed | w  | v  | pnt | dv   | dt   | ds   |
| --- | ----------------- | --- | -- | -- | --- | ---- | ---- | ---- |
| 1   | CSKA Moskou       | 25  | 23 | 2  | 48  | 2761 | 2279 | +482 |
| 2   | Spartak Leningrad | 25  | 15 | 10 | 40  | 2315 | 2188 | +127 |
| 3   | Dinamo Tbilisi    | 25  | 15 | 10 | 40  | 2419 | 2442 | −23  |
| 4   | Žalgiris Kaunas   | 25  | 13 | 12 | 38  | 2477 | 2544 | −67  |
| 5   | VEF Riga          | 25  | 12 | 13 | 37  | 2545 | 2662 | −117 |
| 6   | Stroitel Kiev     | 25  | 11 | 14 | 36  | 2198 | 2223 | −25  |
| 7   | Dinamo Moskou     | 25  | 11 | 14 | 36  | 2564 | 2509 | +55  |
| 8   | Kalev Tallinn     | 25  | 9  | 16 | 34  | 2218 | 2337 | −119 |

### Degradatie Poule
| pos | club                 | wed | w  | v  | pnt | dv   | dt   | ds   |
| --- | -------------------- | --- | -- | -- | --- | ---- | ---- | ---- |
| 7   | RTI Minsk            | 23  | 13 | 10 | 36  | 2400 | 2368 | +32  |
| 8   | Statyba Vilnius      | 23  | 11 | 12 | 34  | 2316 | 2296 | +20  |
| 9   | SKA Riga             | 23  | 10 | 13 | 33  | 2343 | 2377 | −34  |
| 10  | Spartak Vladivostok¹ | 23  | 2  | 21 | 25  | 2089 | 2420 | −331 |

- ¹ opmerking: Volgens het kampioenschapsreglement bleef Spartak Vladivostok als vertegenwoordiger van Siberië en het Verre Oosten in de Major League, ongeacht het resultaat, en Statyba Vilnius en SKA Riga namen deel aan het toernooi voor het recht om in de Major League te blijven.

## Kampioens Poule
| pos    | club              | wed | w  | v  | pnt | dv   | dt   | ds   |
| ------ | ----------------- | --- | -- | -- | --- | ---- | ---- | ---- |
| Goud   | CSKA Moskou       | 34  | 30 | 4  | 64  | 3788 | 3185 | +603 |
| Zilver | Spartak Leningrad | 34  | 21 | 13 | 55  | 3255 | 3117 | +138 |
| Brons  | Žalgiris Kaunas   | 34  | 17 | 17 | 51  | 3382 | 3495 | -113 |
| 4      | Dinamo Tbilisi    | 34  | 17 | 17 | 51  | 3312 | 3421 | -109 |

## Degradatie Poule
| pos | club                | wed | w  | v  | pnt | dv   | dt   | ds   |
| --- | ------------------- | --- | -- | -- | --- | ---- | ---- | ---- |
| 5   | Stroitel Kiev       | 35  | 18 | 17 | 53  | 3321 | 3322 | -1   |
| 6   | Dinamo Moskou       | 35  | 18 | 17 | 53  | 3828 | 3666 | +162 |
| 7   | VEF Riga            | 35  | 17 | 18 | 52  | 3760 | 3891 | -131 |
| 8   | RTI Minsk           | 33  | 18 | 15 | 51  | 3548 | 3517 | +31  |
| 9   | Kalev Tallinn       | 33  | 14 | 21 | 49  | 3351 | 3442 | -91  |
| 10  | Spartak Vladivostok | 33  | 3  | 30 | 36  | 3236 | 3711 | -475 |

|  | Kampioen   |
|  | Degradatie |
|  | Promotie   |